# Stefan Gorazdowski
Stefan Gorazdowski (ur. 5 lutego 1911 w Sartanie, zm. 1 lutego 1962 na Morzu Śródziemnym) – kapitan żeglugi wielkiej, wykładowca Państwowej Szkoły Morskiej, komendant „Daru Pomorza”.

## Życie
Urodził się w Sartanie (dziś dzielnica Mariupola w obwodzie donieckim) na Ukrainie w rodzinie ziemiańskiej, młodszy brat Tadeusza. Ojciec Ludwik, inżynier hutnik, pracował w Zakładach Hutniczych Nikopol-Mariupol, a następnie był dyrektorem zakładów górniczych w Starachowicach (od 1914), dyrektorem Głównego Urzędu Zaopatrywania Armii w Warszawie (od 1919), dyrektorem wydziału administracyjnego Banku Polskiego (od 1924).  Ludwik Gorazdowski przeniósł się do Warszawy wraz z całą rodziną: żoną Janiną, synami Tadeuszem, Stefanem oraz córkami Hanną, Marią. W 1930 Stefan Gorazdowski ukończył gimnazjum Św. Wojciecha w Warszawie, otrzymując świadectwo dojrzałości. W 1932 roku ukończył Wydział Nawigacyjny Państwowej Szkoły Morskiej w Gdyni, a w 1934 Szkołę Podchorążych Rezerwy Piechoty w Zambrowie.
W 1937 otrzymał patent kapitana ż.w., a wkrótce potem w 1938 został syndykiem Związku Armatorów Polskich. Do wybuchu wojny pływał na „Darze Pomorza”, jednocześnie studiując zaocznie na Wydziale Prawno-Ekonomicznym Uniwersytetu Poznańskiego. W międzyczasie pływał także na SS „Kościuszko” - na linii palestyńskiej. 29 sierpnia 1939 został zmobilizowany z przydziałem do 2 Batalionu Strzelców w Tczewie.
Po kampanii wrześniowej, w zimie 1940, zdołał przedostać się (przez Węgry, Jugosławię i Włochy) do wojsk polskich we Francji, a po klęsce do Wielkiej Brytanii, gdzie zgłosił się w kierownictwie Marynarki Handlowej. Jego pierwszym zadaniem było wyprowadzenie z Port Lyautey w Maroku internowanych tam jednostek szkolnych „Iskry” i „Wilii”. Gorazdowski wywiązał się z zadania: wraz z kpt. Mikołajem Deppiszem i kilkoma ludźmi załogi przeprowadził „Iskrę” do Gibraltaru, a „Wilię” do Liverpoolu.
Od stycznia 1943 – gdy „Wilię” przemianowano na „Modlin” i przekazano do PMH – był dowódcą tego statku. W czerwcu 1944 „Modlin” został zatopiony jako element sztucznego falochronu podczas lądowania w Normandii, a Gorazdowskiego, w stopniu podporucznika rezerwy wcielono do Marynarki Wojennej. Do zakończenia wojny służył jako oficer nawigacyjny na niszczycielu ORP „Garland”.
Do Polski powrócił 20 grudnia 1945. Rozkazem Ministra Żeglugi i Handlu Zagranicznego w lutym 1946 został wyznaczony komendantem statku szkolnego „Dar Pomorza”. Wykładał w Państwowej Szkole Morskiej w Szczecinie, a w 1951 był konsultantem filmu fabularnego Załoga w reż. Jana Fethke. Jednak w roku 1952, w ramach czystek stalinowskich, został usunięty z „Daru Pomorza”. Na morze powrócił po zmianach politycznych w 1956. Został dowódcą drobnicowca MS „Monte Cassino”, na którym pływał do nagłej śmierci (pęknięcie wrzodu dwunastnicy) w rejsie na Morzu Śródziemnym.
Kapitan Stefan Gorazdowski był autorem podręczników oraz licznych publikacji specjalistycznych.

## Odznaczenia i wyróżnienia
Odznaczony m.in. Krzyżem Walecznych (dwukrotnie, w tym wrzesień 1944), Medalem Zwycięstwa i Wolności 1945, brytyjskimi 1939-45 Star, Africa Star, Atlantic Star, Defence Medal i szwedzkim Orderem Wazów.

## Miejsce spoczynku
Został pochowany na cmentarzu Witomińskim w Gdyni (kwatera 71-34-12).

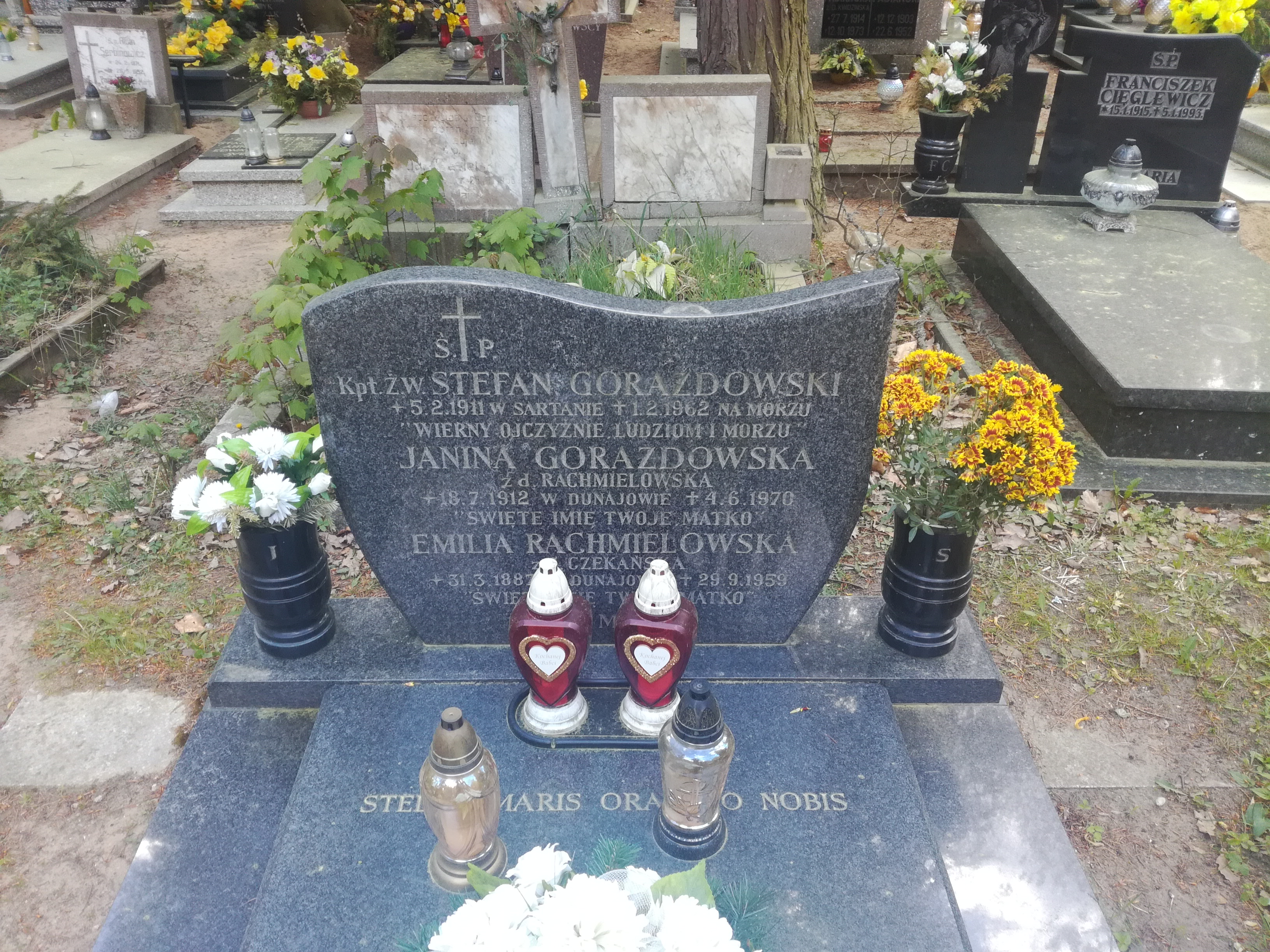
Grób kapitana Stefana Gorazdowskiego na cmentarzu Witomińskim

## Publikacje
- Gorazdowski S., Kompas bąkowy Sperry, Instytut Wydawniczy Państwowej Szkoły Morskiej w Gdyni, 1939,
- Gorazdowski S., Międzynarodowe i miejscowe przepisy drogi na morzu, Gdynia 1949,
- Gorazdowski S., Sygnalizacja morska, Wydawnictwo Morskie, Gdynia 1951,
- Gorazdowski S., Morskie pomoce nawigacyjne, t. I-II, Wydawnictwa Komunikacyjne, Warszawa 1953,
- Gorazdowski S., Przepisy drogi na morzu i sygnalizacja morska, Wydawnictwa Komunikacyjne, Warszawa 1954,
- Koszewski Z, Gorazdowski S., Międzynarodowe prawo drogi morskiej, Wydawnictwo Morskie, Gdynia 1965.